# Saint-Sernin (Lot-et-Garonne)
Saint-Sernin ist eine französische Gemeinde mit 483 Einwohnern (Stand 1. Januar 2022) im Département Lot-et-Garonne in der Region Nouvelle-Aquitaine.

## Bevölkerungsentwicklung
| Jahr      | 1962 | 1968 | 1975 | 1982 | 1990 | 1999 | 2006 | 2011 | 2018 |
| Einwohner | 532  | 414  | 366  | 362  | 340  | 397  | 460  | 428  | 454  |

## Sehenswürdigkeiten
- Kirche Saint-Sernin
- Kirche Saint-Jean-Baptiste (Lubersac)

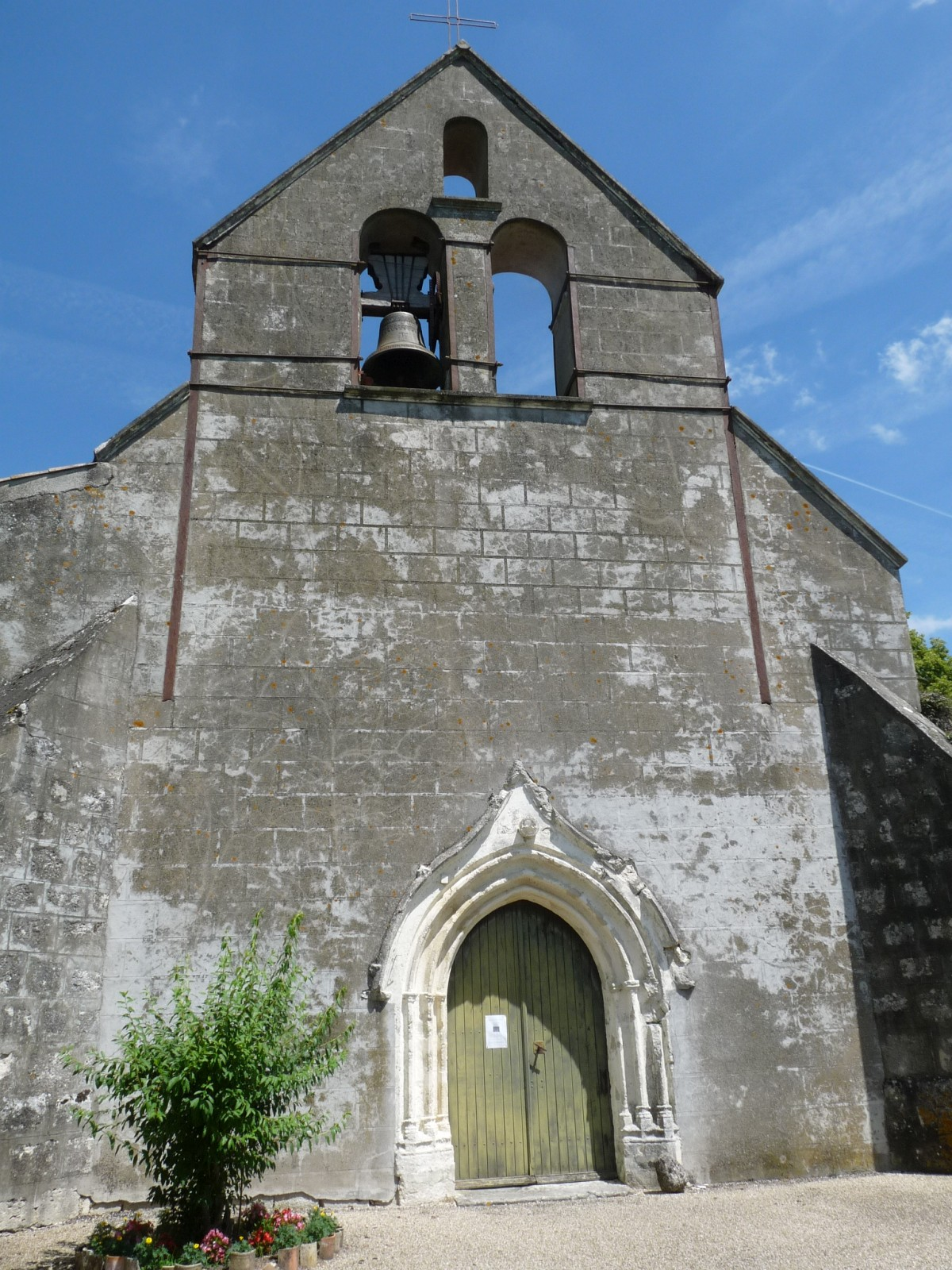
Kirche Saint-Sernin

## Wirtschaft
Saint-Sernin liegt im Weinbaugebiet Côtes de Duras.